# Kvalifikace na Mistrovství světa ve fotbale 2014 (UEFA) – skupina F
Skupina F kvalifikace na Mistrovství světa ve fotbale 2014 byla jednou z 9 evropských kvalifikačních skupin na tento šampionát. Postup na závěrečný turnaj si zajistil vítěz skupiny. Osm nejlepších týmů na druhých místech ze všech skupin hrálo baráž, zatímco nejhorší tým na druhých místech přímo vypadnul.

## Tabulka
| Tým           | Z  | V | R | P | VG | IG | +/- | B  |
| ------------- | -- | - | - | - | -- | -- | --- | -- |
| Rusko         | 10 | 7 | 1 | 2 | 20 | 5  | +15 | 22 |
| Portugalsko   | 10 | 6 | 3 | 1 | 20 | 9  | +11 | 21 |
| Izrael        | 10 | 3 | 5 | 2 | 19 | 14 | +5  | 14 |
| Ázerbájdžán   | 10 | 1 | 6 | 3 | 7  | 11 | -4  | 9  |
| Severní Irsko | 10 | 1 | 4 | 5 | 9  | 17 | -8  | 7  |
| Lucembursko   | 10 | 1 | 3 | 6 | 7  | 26 | -19 | 6  |

- Rusko postoupilo na Mistrovství světa ve fotbale 2014.[1]
- Portugalsko postoupilo do evropské baráže.

## Zápasy
Rozpis zápasů byl dohodnut na setkání zástupců účastníků této skupiny v Lucemburku dne 25. listopadu 2011.
| 7. září 2012 21:00 UTC+5 |        |            |                                             |
| Ázerbájdžán              | 1 – 1  | Izrael     | Tofiq Bahramov Stadium, Baku diváci: 22 211 |
| Abišov 65'               | Report | Natkho 50' | Tofiq Bahramov Stadium, Baku diváci: 22 211 |

| 7. září 2012 20:45 UTC+2 |        |                         |                                             |
| Lucembursko              | 1 – 2  | Portugalsko             | Stade Josy Barthel, Lucemburk diváci: 8 125 |
| da Mota 13'              | Report | Ronaldo 28' Postiga 54' | Stade Josy Barthel, Lucemburk diváci: 8 125 |

| 7. září 2012 19:00 UTC+4        |        |               |                                          |
| Rusko                           | 2 – 0  | Severní Irsko | Lokomotiv Stadium, Moskva diváci: 14 300 |
| Fajzulin 30' Širokov 78' (pen.) | Report |               | Lokomotiv Stadium, Moskva diváci: 14 300 |

| 11. září 2012 20:15 UTC+1        |        |             |                                         |
| Portugalsko                      | 3 – 0  | Ázerbájdžán | Estádio Municipal, Braga diváci: 29 971 |
| Varela 64' Postiga 85' Alves 88' | Report |             | Estádio Municipal, Braga diváci: 29 971 |

| 11. září 2012 19:45 UTC+1 |        |             |                                      |
| Severní Irsko             | 1 – 1  | Lucembursko | Windsor Park, Belfast diváci: 10 674 |
| Shiels 14'                | Report | da Mota 87' | Windsor Park, Belfast diváci: 10 674 |

| 11. září 2012 20:00 UTC+3 |        |                                           |                                             |
| Izrael                    | 0 – 4  | Rusko                                     | Ramat Gan Stadium, Ramat Gan diváci: 28 131 |
|                           | Report | Keržakov 7', 64' Kokorin 18' Fajzulin 77' | Ramat Gan Stadium, Ramat Gan diváci: 28 131 |

| 12. října 2012 21:00 UTC+2 |        |                                                          |                                             |
| Lucembursko                | 0 – 6  | Izrael                                                   | Stade Josy Barthel, Lucemburk diváci: 2 631 |
|                            | Report | Radi 4' Ben Basat 12' Hemed 27', 73', 90+1' Melikson 60' | Stade Josy Barthel, Lucemburk diváci: 2 631 |

| 12. října 2012 19:00 UTC+4 |        |             |                                |
| Rusko                      | 1 – 0  | Portugalsko | Lužniki, Moskva diváci: 54 212 |
| Keržakov 6'                | Report |             | Lužniki, Moskva diváci: 54 212 |

| 16. října 2012 19:00 UTC+4 |        |             |                                |
| Rusko                      | 1 – 0  | Ázerbájdžán | Lužniki, Moskva diváci: 15 033 |
| Širokov 84' (pen.)         | Report |             | Lužniki, Moskva diváci: 15 033 |

| 16. října 2012 20:45 UTC+1 |        |               |                                         |
| Portugalsko                | 1 – 1  | Severní Irsko | Estádio do Dragão, Porto diváci: 48 711 |
| Postiga 79'                | Report | McGinn 30'    | Estádio do Dragão, Porto diváci: 48 711 |

| 16. října 2012 18:00 UTC+2   |        |             |                                             |
| Izrael                       | 3 – 0  | Lucembursko | Ramat Gan Stadium, Ramat Gan diváci: 20 400 |
| Hemed 13', 48' Ben Basat 35' | Report |             | Ramat Gan Stadium, Ramat Gan diváci: 20 400 |

| 14. listopadu 2012 19:45 UTC±0 |        |             |                                      |
| Severní Irsko                  | 1 – 1  | Ázerbájdžán | Windsor Park, Belfast diváci: 12 372 |
| Healy 90+6'                    | Report | Alijev 5'   | Windsor Park, Belfast diváci: 12 372 |

| 22. března 2013 20:15 UTC+1 |        |             |                                             |
| Lucembursko                 | 0 – 0  | Ázerbájdžán | Stade Josy Barthel, Lucemburk diváci: 1 324 |
|                             | Report |             | Stade Josy Barthel, Lucemburk diváci: 1 324 |

| 22. března 2013 14:45 UTC+2         |        |                                     |                                             |
| Izrael                              | 3 – 3  | Portugalsko                         | Ramat Gan Stadium, Ramat Gan diváci: 41 583 |
| Hemed 24' Ben Basat 40' Gershon 70' | Report | Alves 2' Postiga 72' Coentrão 90+3' | Ramat Gan Stadium, Ramat Gan diváci: 41 583 |

| 26. března 2013 19:45 UTC±0 |        |                            |                                      |
| Severní Irsko               | 0 – 2  | Izrael                     | Windsor Park, Belfast diváci: 11 200 |
|                             | Report | Refaelov 78' Ben Basat 84' | Windsor Park, Belfast diváci: 11 200 |

| 26. března 2013 21:00 UTC+4 |        |                       |                                                        |
| Ázerbájdžán                 | 0 – 2  | Portugalsko           | Tofiq Bahramov Republican Stadium, Baku diváci: 24 558 |
|                             | Report | Alves 63' Almeida 79' | Tofiq Bahramov Republican Stadium, Baku diváci: 24 558 |

| 7. června 2013 20:45 UTC+1 |        |       |                                        |
| Portugalsko                | 1 – 0  | Rusko | Estádio da Luz, Lisabon diváci: 55 000 |
| Postiga 9'                 | Report |       | Estádio da Luz, Lisabon diváci: 55 000 |

| 7. června 2013 21:00 UTC+5 |        |             |                                                       |
| Ázerbájdžán                | 1 – 1  | Lucembursko | Eighth Kilometer District Stadium, Baku diváci: 6 000 |
| Abišov 71'                 | Report | Bensi 81'   | Eighth Kilometer District Stadium, Baku diváci: 6 000 |

| 14. srpna 20131 19:45 UTC+1 |        |       |                                      |
| Severní Irsko               | 1 – 0  | Rusko | Windsor Park, Belfast diváci: 11 178 |
| Paterson 43'                | Report |       | Windsor Park, Belfast diváci: 11 178 |

| 6. září 2013 19:30 UTC+4                   |        |             |                                         |
| Rusko                                      | 4 – 1  | Lucembursko | Centrální stadion, Kazaň diváci: 18 000 |
| Kokorin 1', 36' Keržakov 60' Samedov 90+3' | Report | Joachim 90' | Centrální stadion, Kazaň diváci: 18 000 |

| 6. září 2013 19:45 UTC+1 |        |                                 |                                      |
| Severní Irsko            | 2 – 4  | Portugalsko                     | Windsor Park, Belfast diváci: 12 001 |
| McAuley 37' Ward 52'     | Report | Alves 21' Ronaldo 68', 77', 83' | Windsor Park, Belfast diváci: 12 001 |

| 7. září 2013 20:45 UTC+3 |        |                 |                                             |
| Izrael                   | 1 – 1  | Ázerbájdžán     | Ramat Gan Stadium, Ramat Gan diváci: 21 250 |
| Shechter 73'             | Report | Amirgulijev 61' | Ramat Gan Stadium, Ramat Gan diváci: 21 250 |

| 10. září 2013 19:00 UTC+4               |        |              |                                             |
| Rusko                                   | 3 – 1  | Izrael       | Petrovsky Stadium, Petrohrad diváci: 21 000 |
| Berezuckij 49' Kokorin 52' Glušakov 74' | Report | Zahavi 90+3' | Petrovsky Stadium, Petrohrad diváci: 21 000 |

| 10. září 2013 20:15 UTC+2         |        |                          |                                             |
| Lucembursko                       | 3 – 2  | Severní Irsko            | Stade Josy Barthel, Lucemburk diváci: 4 114 |
| Joachim 47' Bensi 78' Jänisch 88' | Report | Paterson 14' McAuley 82' | Stade Josy Barthel, Lucemburk diváci: 4 114 |

| 11. října 2013 20:30 UTC+2 |        |                                                     |                                             |
| Lucembursko                | 0 – 4  | Rusko                                               | Stade Josy Barthel, Lucemburk diváci: 5 354 |
|                            | Report | Samedov 9' Fajzulin 39' Glušakov 45+2' Keržakov 73' | Stade Josy Barthel, Lucemburk diváci: 5 354 |

| 11. října 2013 21:00 UTC+5 |        |               |                                                        |
| Ázerbájdžán                | 2 – 0  | Severní Irsko | Eighth Kilometer District Stadium, Baku diváci: 10 100 |
| Dadaşov 58' Shukurov 90+5' | Report |               | Eighth Kilometer District Stadium, Baku diváci: 10 100 |

| 11. října 2013 20:45 UTC+1 |        |               |                                               |
| Portugalsko                | 1 – 1  | Izrael        | Estádio José Alvalade, Lisabon diváci: 48 317 |
| Costa 27'                  | Report | Ben Basat 85' | Estádio José Alvalade, Lisabon diváci: 48 317 |

| 15. října 2013 22:00 UTC+5 |        |             |                                                        |
| Ázerbájdžán                | 1 – 1  | Rusko       | Eighth Kilometer District Stadium, Baku diváci: 11 000 |
| Javadov 90'                | Report | Širokov 15' | Eighth Kilometer District Stadium, Baku diváci: 11 000 |

| 15. října 2013 20:00 UTC+3 |        |               |                                             |
| Izrael                     | 1 – 1  | Severní Irsko | Ramat Gan Stadium, Ramat Gan diváci: 12 785 |
| Ben Basat 43'              | Report | Davis 72'     | Ramat Gan Stadium, Ramat Gan diváci: 12 785 |

| 15. října 2013 18:00 UTC+1      |        |             |                                                   |
| Portugalsko                     | 3 – 0  | Lucembursko | Estádio Cidade de Coimbra, Coimbra diváci: 18 955 |
| Varela 29' Nani 36' Postiga 78' | Report |             | Estádio Cidade de Coimbra, Coimbra diváci: 18 955 |

1 Kvůli nezpůsobilému stavu trávníku kvůli hustému sněžení přeloženo z původního termínu 22. března 2013.